# Freestyle-Skiing-Weltcup 2021/22
Der Freestyle-Skiing-Weltcup 2021/22 war eine von der FIS organisierte Wettkampfserie, die am 23. Oktober 2021 in Chur begann und am 26. März 2022 in Silvaplana endete. Ausgetragen wurden Wettbewerbe in den Disziplinen Aerials, Moguls, Dual Moguls, Skicross, Halfpipe, Slopestyle und Big Air.
Höhepunkt der Saison waren die Olympischen Winterspiele 2022 in Peking, deren Ergebnisse nicht mit in die Weltcupwertungen einflossen.

## Männer

### Weltcupwertungen
| Rang | Name             | Punkte |
| ---- | ---------------- | ------ |
| 01   | Maxim Burow      | 400    |
| 02   | Sun Jiaxu        | 266    |
| 03   | Jia Zongyang     | 251    |
| 04   | Yang Longxiao    | 224    |
| 05   | Qi Guangpu       | 218    |
| 06   | Pirmin Werner    | 216    |
| 07   | Wang Xindi       | 210    |
| 08   | Noé Roth         | 207    |
| 09   | Dmytro Kotowskyj | 168    |
| 10   | Eric Loughran    | 141    |

| Rang | Name              | Punkte |
| ---- | ----------------- | ------ |
| 01   | Mikaël Kingsbury  | 1072   |
| 02   | Ikuma Horishima   | 940    |
| 03   | Walter Wallberg   | 613    |
| 05   | Ludvig Fjällström | 461    |
| 04   | Kosuke Sugimoto   | 424    |
| 06   | Pawel Kolmakow    | 368    |
| 07   | Benjamin Cavet    | 339    |
| 08   | Cole McDonald     | 272    |
| 09   | Bradley Wilson    | 256    |
| 10   | Jimi Salonen      | 255    |

| Rang | Name              | Punkte |
| ---- | ----------------- | ------ |
| 01   | Mikaël Kingsbury  | 672    |
| 02   | Ikuma Horishima   | 640    |
| 03   | Walter Wallberg   | 405    |
| 04   | Kosuke Sugimoto   | 328    |
| 05   | Ludvig Fjällström | 259    |
| 06   | Pawel Kolmakow    | 255    |
| 07   | Benjamin Cavet    | 219    |
| 08   | Nick Page         | 201    |
| 09   | Daichi Hara       | 182    |
| 10   | Brodie Summers    | 178    |

| Rang | Name              | Punkte |
| ---- | ----------------- | ------ |
| 01   | Mikaël Kingsbury  | 400    |
| 02   | Ikuma Horishima   | 300    |
| 03   | Walter Wallberg   | 208    |
| 04   | Ludvig Fjällström | 202    |
| 05   | Cole McDonald     | 133    |
| 06   | Dylan Walczyk     | 123    |
| 07   | Benjamin Cavet    | 120    |
| 08   | Pawel Kolmakow    | 113    |
| 09   | Bradley Wilson    | 102    |
| 10   | Kosuke Sugimoto   | 096    |

| Rang | Name                  | Punkte |
| ---- | --------------------- | ------ |
| 01   | Ryan Regez            | 559    |
| 02   | Terence Tchiknavorian | 506    |
| 03   | Bastien Midol         | 465    |
| 04   | David Mobärg          | 430    |
| 05   | Florian Wilmsmann     | 345    |
| 06   | Johannes Rohrweck     | 342    |
| 07   | Tristan Takats        | 313    |
| 08   | Brady Leman           | 296    |
| 09   | Erik Mobärg           | 287    |
| 10   | Alex Fiva             | 284    |

| Rang | Name             | Punkte |
| ---- | ---------------- | ------ |
| 01   | Birk Ruud        | 386    |
| 02   | Andri Ragettli   | 310    |
| 03   | Alexander Hall   | 273    |
| 04   | Brendan Mackay   | 260    |
| 05   | Alex Ferreira    | 260    |
| 06   | Max Moffatt      | 236    |
| 07   | Matěj Švancer    | 230    |
| 08   | Mac Forehand     | 226    |
| 09   | Oliwer Magnusson | 187    |
| 10   | Nico Porteous    | 180    |

| Rang | Name           | Punkte |
| ---- | -------------- | ------ |
| 01   | Brendan Mackay | 260    |
| 02   | Alex Ferreira  | 260    |
| 03   | Nico Porteous  | 180    |
| 04   | David Wise     | 180    |
| 05   | Noah Bowman    | 150    |
| 06   | Birk Irving    | 145    |
| 07   | Ben Harrington | 116    |
| 08   | Simon d’Artois | 105    |
| 09   | Dylan Ladd     | 101    |
| 10   | Lyman Currier  | 099    |

| Rang | Name             | Punkte |
| ---- | ---------------- | ------ |
| 01   | Andri Ragettli   | 310    |
| 02   | Birk Ruud        | 300    |
| 03   | Mac Forehand     | 194    |
| 04   | Max Moffatt      | 191    |
| 05   | Alexander Hall   | 153    |
| 06   | Fabian Bösch     | 147    |
| 07   | Colin Wili       | 133    |
| 08   | Jesper Tjäder    | 126    |
| 09   | Oliwer Magnusson | 123    |
| 10   | Hunter Henderson | 122    |

| Rang | Name             | Punkte |
| ---- | ---------------- | ------ |
| 01   | Matěj Švancer    | 200    |
| 02   | Alexander Hall   | 120    |
| 03   | Birk Ruud        | 086    |
| 04   | Antoine Adelisse | 084    |
| 05   | Teal Harle       | 080    |
| 06   | David Zehentner  | 072    |
| 07   | Oliwer Magnusson | 064    |
| 08   | Ben Barclay      | 032    |
| 09   | Max Moffatt      | 029    |
| 10   | Tormod Frostad   | 026    |

### Wettbewerbe

#### Aerials
| Datum      | Ort         | 1. Platz                                                                    | 2. Platz                                                                    | 3. Platz                                                                    |
| ---------- | ----------- | --------------------------------------------------------------------------- | --------------------------------------------------------------------------- | --------------------------------------------------------------------------- |
| 02.12.2021 | Ruka        | Maxim Burow                                                                 | Pirmin Werner                                                               | Noé Roth                                                                    |
| 03.12.2021 | Ruka        | Maxim Burow                                                                 | Jia Zongyang                                                                | Noé Roth                                                                    |
| 10.12.2021 | Ruka        | Maxim Burow                                                                 | Jia Zongyang                                                                | Qi Guangpu                                                                  |
| 11.12.2021 | Ruka        | Maxim Burow                                                                 | Noé Roth                                                                    | Pirmin Werner                                                               |
| 05.01.2022 | Le Relais   | Sun Jiaxu                                                                   | Yang Longxiao                                                               | Nicolas Gygax                                                               |
| 12.01.2022 | Deer Valley | Wang Xindi                                                                  | Yang Longxiao                                                               | Sun Jiaxu                                                                   |
| 26.02.2022 | Jaroslawl   | Wettbewerbe aufgrund des russischen Überfalls auf die Ukraine 2022 abgesagt | Wettbewerbe aufgrund des russischen Überfalls auf die Ukraine 2022 abgesagt | Wettbewerbe aufgrund des russischen Überfalls auf die Ukraine 2022 abgesagt |
| 05.03.2022 | Moskau      | Wettbewerbe aufgrund des russischen Überfalls auf die Ukraine 2022 abgesagt | Wettbewerbe aufgrund des russischen Überfalls auf die Ukraine 2022 abgesagt | Wettbewerbe aufgrund des russischen Überfalls auf die Ukraine 2022 abgesagt |
| 13.03.2022 | Schymbulak  | Wettbewerb abgesagt                                                         | Wettbewerb abgesagt                                                         | Wettbewerb abgesagt                                                         |

#### Moguls
| Datum      | Ort                  | Disziplin   | 1. Platz                                           | 2. Platz                                           | 3. Platz                                           |
| ---------- | -------------------- | ----------- | -------------------------------------------------- | -------------------------------------------------- | -------------------------------------------------- |
| 04.12.2021 | Ruka                 | Moguls      | Mikaël Kingsbury                                   | Pawel Kolmakow                                     | Ikuma Horishima                                    |
| 11.12.2021 | Idre                 | Moguls      | Ikuma Horishima                                    | Albin Holmgren                                     | Benjamin Cavet                                     |
| 12.12.2021 | Idre                 | Dual Moguls | Mikaël Kingsbury                                   | Ikuma Horishima                                    | Ludvig Fjällström                                  |
| 17.12.2021 | Alpe d’Huez          | Moguls      | Ikuma Horishima                                    | Daichi Hara                                        | Mikaël Kingsbury                                   |
| 18.12.2021 | Alpe d’Huez          | Dual Moguls | Mikaël Kingsbury                                   | Walter Wallberg                                    | Ikuma Horishima                                    |
| 07.01.2022 | Mont-Tremblant       | Moguls      | Mikaël Kingsbury                                   | Walter Wallberg                                    | Ikuma Horishima                                    |
| 08.01.2022 | Mont-Tremblant       | Moguls      | Mikaël Kingsbury                                   | Walter Wallberg                                    | Ikuma Horishima                                    |
| 13.01.2022 | Deer Valley          | Moguls      | Mikaël Kingsbury                                   | Ikuma Horishima                                    | Kōsuke Sugimoto                                    |
| 14.01.2022 | Deer Valley          | Moguls      | Ikuma Horishima                                    | Mikaël Kingsbury                                   | Walter Wallberg                                    |
| 23.01.2022 | Chiesa in Valmalenco | Moguls      | Wettbewerb abgesagt. Ersatzrennen am 12. März 2022 | Wettbewerb abgesagt. Ersatzrennen am 12. März 2022 | Wettbewerb abgesagt. Ersatzrennen am 12. März 2022 |
| 26.02.2022 | Tazawako             | Moguls      | Wettbewerbe abgesagt                               | Wettbewerbe abgesagt                               | Wettbewerbe abgesagt                               |
| 27.02.2022 | Tazawako             | Dual Moguls | Wettbewerbe abgesagt                               | Wettbewerbe abgesagt                               | Wettbewerbe abgesagt                               |
| 05.03.2022 | Kusbass              | Moguls      | Wettbewerbe abgesagt                               | Wettbewerbe abgesagt                               | Wettbewerbe abgesagt                               |
| 06.03.2022 | Kusbass              | Dual Moguls | Wettbewerbe abgesagt                               | Wettbewerbe abgesagt                               | Wettbewerbe abgesagt                               |
| 12.03.2022 | Schymbulak           | Dual Moguls | Wettbewerbe abgesagt                               | Wettbewerbe abgesagt                               | Wettbewerbe abgesagt                               |
| 12.03.2022 | Chiesa in Valmalenco | Dual Moguls | Mikaël Kingsbury                                   | Ikuma Horishima                                    | Walter Wallberg                                    |
| 19.03.2022 | Megève               | Moguls      | Mikaël Kingsbury                                   | Ikuma Horishima                                    | Walter Wallberg                                    |
| 20.03.2022 | Megève               | Dual Moguls | Mikaël Kingsbury                                   | Ikuma Horishima                                    | Ludvig Fjällström                                  |

#### Skicross
| Datum      | Ort           | 1. Platz                                                                    | 2. Platz                                                                    | 3. Platz                                                                    |
| ---------- | ------------- | --------------------------------------------------------------------------- | --------------------------------------------------------------------------- | --------------------------------------------------------------------------- |
| 27.11.2021 | Secret Garden | Sergei Ridsik                                                               | Brady Leman                                                                 | Bastien Midol                                                               |
| 11.12.2021 | Val Thorens   | Terence Tchiknavorian                                                       | Bastien Midol                                                               | Florian Wilmsmann                                                           |
| 12.12.2021 | Val Thorens   | Alex Fiva                                                                   | Terence Tchiknavorian                                                       | Simone Deromedis                                                            |
| 14.12.2020 | Arosa         | David Mobärg                                                                | Terence Tchiknavorian                                                       | Jared Schmidt                                                               |
| 19.12.2021 | Innichen      | Ryan Regez                                                                  | Bastien Midol                                                               | Reece Howden                                                                |
| 20.12.2021 | Innichen      | Bastien Midol                                                               | Ryan Regez                                                                  | Tobias Baur                                                                 |
| 14.01.2022 | Nakiska       | David Mobärg                                                                | Kevin Drury                                                                 | Tobias Müller                                                               |
| 15.01.2022 | Nakiska       | Kristofor Mahler                                                            | Florian Wilmsmann                                                           | Ryan Regez                                                                  |
| 22.01.2022 | Idre          | Ryan Regez                                                                  | Terence Tchiknavorian                                                       | Adam Kappacher                                                              |
| 23.01.2022 | Idre          | Ryan Regez                                                                  | David Mobärg                                                                | François Place                                                              |
| 26.02.2022 | Sunny Valley  | Wettbewerbe aufgrund des russischen Überfalls auf die Ukraine 2022 abgesagt | Wettbewerbe aufgrund des russischen Überfalls auf die Ukraine 2022 abgesagt | Wettbewerbe aufgrund des russischen Überfalls auf die Ukraine 2022 abgesagt |
| 27.02.2022 | Sunny Valley  | Wettbewerbe aufgrund des russischen Überfalls auf die Ukraine 2022 abgesagt | Wettbewerbe aufgrund des russischen Überfalls auf die Ukraine 2022 abgesagt | Wettbewerbe aufgrund des russischen Überfalls auf die Ukraine 2022 abgesagt |
| 13.03.2022 | Reiteralm     | Reece Howden                                                                | Ryō Sugai                                                                   | Alex Fiva                                                                   |
| 19.03.2022 | Veysonnaz     | David Mobärg                                                                | Simone Deromedis                                                            | Brady Leman                                                                 |

#### Halfpipe
| Datum      | Ort              | 1. Platz       | 2. Platz      | 3. Platz       |
| ---------- | ---------------- | -------------- | ------------- | -------------- |
| 10.12.2021 | Copper Mountain  | Alex Ferreira  | Nico Porteous | Brendan MacKay |
| 30.12.2021 | Calgary          | Brendan MacKay | Alex Ferreira | Simon d’Artois |
| 01.01.2022 | Calgary          | Brendan MacKay | Alex Ferreira | Noah Bowman    |
| 08.01.2022 | Mammoth Mountain | Nico Porteous  | David Wise    | Aaron Blunck   |

#### Slopestyle
| Datum      | Ort              | 1. Platz       | 2. Platz     | 3. Platz           |
| ---------- | ---------------- | -------------- | ------------ | ------------------ |
| 20.11.2021 | Stubai           | Birk Ruud      | Max Moffatt  | Ferdinand Dahl     |
| 08.01.2021 | Mammoth Mountain | Alexander Hall | Nick Goepper | Evan McEachran     |
| 16.01.2022 | Font-Romeu       | Andri Ragettli | Ben Barclay  | Édouard Therriault |
| 05.03.2022 | Bakuriani        | Andri Ragettli | Colin Wili   | Thierry Wili       |
| 12.03.2022 | Tignes           | Birk Ruud      | Max Moffatt  | Jesper Tjäder      |
| 26.03.2022 | Silvaplana       | Birk Ruud      | Mac Forehand | Andri Ragettli     |

#### Big Air
| Datum      | Ort               | 1. Platz      | 2. Platz       | 3. Platz         |
| ---------- | ----------------- | ------------- | -------------- | ---------------- |
| 22.10.2021 | Chur              | Matěj Švancer | Teal Harle     | Birk Ruud        |
| 04.12.2021 | Steamboat Springs | Matěj Švancer | Alexander Hall | Antoine Adelisse |

## Frauen

### Weltcupwertungen
| Rang | Name                    | Punkte |
| ---- | ----------------------- | ------ |
| 01   | Xu Mengtao              | 385    |
| 02   | Kong Fanyu              | 361    |
| 03   | Laura Peel              | 294    |
| 04   | Danielle Scott          | 280    |
| 05   | Anastassija Nowossad    | 229    |
| 06   | Shao Qi                 | 223    |
| 07   | Schanbota Aldabergenowa | 214    |
| 08   | Marion Thénault         | 207    |
| 09   | Flavie Aumond           | 156    |
| 10   | Olha Poljuk             | 143    |

| Rang | Name             | Punkte |
| ---- | ---------------- | ------ |
| 01   | Jakara Anthony   | 925    |
| 02   | Perrine Laffont  | 906    |
| 03   | Anri Kawamura    | 704    |
| 04   | Olivia Giaccio   | 448    |
| 05   | Tess Johnson     | 427    |
| 06   | Kai Owens        | 406    |
| 07   | Jaelin Kauf      | 330    |
| 08   | Hannah Soar      | 325    |
| 09   | Rino Yanagimoto  | 288    |
| 10   | Elizabeth Lemley | 260    |

| Rang | Name             | Punkte |
| ---- | ---------------- | ------ |
| 02   | Perrine Laffont  | 610    |
| 01   | Anri Kawamura    | 609    |
| 03   | Jakara Anthony   | 585    |
| 04   | Olivia Giaccio   | 350    |
| 05   | Tess Johnson     | 318    |
| 06   | Kisara Sumiyoshi | 210    |
| 07   | Kai Owens        | 206    |
| 08   | Hannah Soar      | 197    |
| 09   | Elizabeth Lemley | 195    |
| 10   | Rino Yanagimoto  | 193    |

| Rang | Name                 | Punkte |
| ---- | -------------------- | ------ |
| 01   | Jakara Anthony       | 340    |
| 02   | Perrine Laffont      | 296    |
| 03   | Kai Owens            | 200    |
| 04   | Jaelin Kauf          | 192    |
| 05   | Hannah Soar          | 128    |
| 06   | Anastassija Smirnowa | 109    |
| 07   | Tess Johnson         | 109    |
| 08   | Sofiane Gagnon       | 104    |
| 09   | Maia Schwinghammer   | 099    |
| 10   | Olivia Giaccio       | 098    |

| Rang | Name                | Punkte |
| ---- | ------------------- | ------ |
| 01   | Sandra Näslund      | 1150   |
| 02   | Fanny Smith         | 641    |
| 03   | Marielle Thompson   | 549    |
| 04   | Brittany Phelan     | 453    |
| 05   | Jade Grillet Aubert | 396    |
| 06   | Katrin Ofner        | 376    |
| 07   | Hannah Schmidt      | 372    |
| 08   | Daniela Maier       | 358    |
| 09   | Alexandra Edebo     | 312    |
| 10   | Courtney Hoffos     | 306    |

| Rang | Name            | Punkte |
| ---- | --------------- | ------ |
| 01   | Eileen Gu       | 580    |
| 02   | Kelly Sildaru   | 469    |
| 03   | Tess Ledeux     | 364    |
| 04   | Sarah Höfflin   | 309    |
| 05   | Hanna Faulhaber | 235    |
| 06   | Rachael Karker  | 220    |
| 07   | Johanne Killi   | 209    |
| 08   | Megan Oldham    | 194    |
| 09   | Lara Wolf       | 175    |
| 10   | Zhang Kexin     | 167    |

| Rang | Name            | Punkte |
| ---- | --------------- | ------ |
| 01   | Eileen Gu       | 400    |
| 02   | Hanna Faulhaber | 235    |
| 03   | Rachael Karker  | 220    |
| 04   | Zhang Kexin     | 167    |
| 05   | Li Fanghui      | 142    |
| 06   | Kelly Sildaru   | 140    |
| 07   | Cassie Sharpe   | 126    |
| 08   | Amy Fraser      | 124    |
| 09   | Saori Suzuki    | 119    |
| 10   | Brita Sigourney | 110    |

| Rang | Name                 | Punkte |
| ---- | -------------------- | ------ |
| 01   | Kelly Sildaru        | 300    |
| 02   | Sarah Höfflin        | 189    |
| 03   | Tess Ledeux          | 184    |
| 04   | Megan Oldham         | 162    |
| 05   | Marin Hamill         | 136    |
| 06   | Kirsty Muir          | 135    |
| 07   | Lara Wolf            | 131    |
| 08   | Johanne Killi        | 120    |
| 09   | Alia Delia Eichinger | 114    |
| 10   | Katie Summerhayes    | 112    |

| Rang | Name            | Punkte |
| ---- | --------------- | ------ |
| 01   | Tess Ledeux     | 180    |
| 02   | Sarah Höfflin   | 120    |
| 03   | Elena Gaskell   | 110    |
| 04   | Eileen Gu       | 100    |
| 05   | Johanne Killi   | 89     |
| 06   | Giulia Tanno    | 86     |
| 07   | Sandra Eie      | 77     |
| 08   | Olivia Asselin  | 52     |
| 09   | Silvia Bertagna | 52     |
| 10   | Shuorui Yang    | 50     |

### Wettbewerbe

#### Aerials
| Datum      | Ort         | 1. Platz                                                                    | 2. Platz                                                                    | 3. Platz                                                                    |
| ---------- | ----------- | --------------------------------------------------------------------------- | --------------------------------------------------------------------------- | --------------------------------------------------------------------------- |
| 02.12.2021 | Ruka        | Kong Fanyu                                                                  | Shao Qi                                                                     | Schanbota Aldabergenowa                                                     |
| 03.12.2021 | Ruka        | Xu Mengtao                                                                  | Kong Fanyu                                                                  | Hanna Huskowa                                                               |
| 10.12.2021 | Ruka        | Anastassija Nowossad                                                        | Xu Mengtao                                                                  | Olha Poljuk                                                                 |
| 11.12.2021 | Ruka        | Danielle Scott                                                              | Laura Peel                                                                  | Xu Mengtao                                                                  |
| 05.01.2022 | Le Relais   | Xu Mengtao                                                                  | Marion Thénault                                                             | Kong Fanyu                                                                  |
| 12.01.2022 | Deer Valley | Laura Peel                                                                  | Kong Fanyu                                                                  | Hanna Huskowa                                                               |
| 26.02.2022 | Jaroslawl   | Wettbewerbe aufgrund des russischen Überfalls auf die Ukraine 2022 abgesagt | Wettbewerbe aufgrund des russischen Überfalls auf die Ukraine 2022 abgesagt | Wettbewerbe aufgrund des russischen Überfalls auf die Ukraine 2022 abgesagt |
| 05.03.2022 | Moskau      | Wettbewerbe aufgrund des russischen Überfalls auf die Ukraine 2022 abgesagt | Wettbewerbe aufgrund des russischen Überfalls auf die Ukraine 2022 abgesagt | Wettbewerbe aufgrund des russischen Überfalls auf die Ukraine 2022 abgesagt |
| 13.03.2022 | Schymbulak  | Wettbewerb abgesagt                                                         | Wettbewerb abgesagt                                                         | Wettbewerb abgesagt                                                         |

#### Moguls
| Datum      | Ort                  | Disziplin   | 1. Platz                                           | 2. Platz                                           | 3. Platz                                           |
| ---------- | -------------------- | ----------- | -------------------------------------------------- | -------------------------------------------------- | -------------------------------------------------- |
| 04.12.2021 | Ruka                 | Moguls      | Olivia Giaccio                                     | Jakara Anthony                                     | Kai Owens                                          |
| 11.12.2021 | Idre                 | Moguls      | Anri Kawamura                                      | Perrine Laffont                                    | Jakara Anthony                                     |
| 12.12.2021 | Idre                 | Dual Moguls | Perrine Laffont                                    | Rino Yanagimoto                                    | Jakara Anthony                                     |
| 17.12.2021 | Alpe d’Huez          | Moguls      | Jakara Anthony                                     | Anri Kawamura                                      | Tess Johnson                                       |
| 18.12.2021 | Alpe d’Huez          | Dual Moguls | Jakara Anthony                                     | Anastassija Smirnowa                               | Kai Owens                                          |
| 07.01.2022 | Mont-Tremblant       | Moguls      | Anri Kawamura                                      | Perrine Laffont                                    | Tess Johnson                                       |
| 08.01.2022 | Mont-Tremblant       | Moguls      | Perrine Laffont                                    | Jakara Anthony                                     | Anri Kawamura                                      |
| 13.01.2022 | Deer Valley          | Moguls      | Perrine Laffont                                    | Anri Kawamura                                      | Jakara Anthony                                     |
| 14.01.2022 | Deer Valley          | Moguls      | Anri Kawamura                                      | Jakara Anthony                                     | Perrine Laffont                                    |
| 23.01.2022 | Chiesa in Valmalenco | Moguls      | Wettbewerb abgesagt. Ersatzrennen am 12. März 2022 | Wettbewerb abgesagt. Ersatzrennen am 12. März 2022 | Wettbewerb abgesagt. Ersatzrennen am 12. März 2022 |
| 26.02.2022 | Tazawako             | Moguls      | Wettbewerbe abgesagt                               | Wettbewerbe abgesagt                               | Wettbewerbe abgesagt                               |
| 27.02.2022 | Tazawako             | Dual Moguls | Wettbewerbe abgesagt                               | Wettbewerbe abgesagt                               | Wettbewerbe abgesagt                               |
| 05.03.2022 | Kusbass              | Moguls      | Wettbewerbe abgesagt                               | Wettbewerbe abgesagt                               | Wettbewerbe abgesagt                               |
| 06.03.2022 | Kusbass              | Dual Moguls | Wettbewerbe abgesagt                               | Wettbewerbe abgesagt                               | Wettbewerbe abgesagt                               |
| 12.03.2022 | Schymbulak           | Dual Moguls | Wettbewerbe abgesagt                               | Wettbewerbe abgesagt                               | Wettbewerbe abgesagt                               |
| 12.03.2022 | Chiesa in Valmalenco | Dual Moguls | Jakara Anthony                                     | Perrine Laffont                                    | Jaelin Kauf                                        |
| 19.03.2022 | Megève               | Moguls      | Perrine Laffont                                    | Jakara Anthony                                     | Anri Kawamura                                      |
| 20.03.2022 | Megève               | Dual Moguls | Perrine Laffont                                    | Jakara Anthony                                     | Jaelin Kauf                                        |

#### Skicross
| Datum      | Ort           | 1. Platz                                                                    | 2. Platz                                                                    | 3. Platz                                                                    |
| ---------- | ------------- | --------------------------------------------------------------------------- | --------------------------------------------------------------------------- | --------------------------------------------------------------------------- |
| 27.11.2021 | Secret Garden | Sandra Näslund                                                              | Fanny Smith                                                                 | Marielle Berger Sabbatel                                                    |
| 10.12.2021 | Val Thorens   | Sandra Näslund                                                              | Brittany Phelan                                                             | Marielle Berger Sabbatel                                                    |
| 11.12.2021 | Val Thorens   | Sandra Näslund                                                              | Fanny Smith                                                                 | Marielle Thompson                                                           |
| 14.12.2020 | Arosa         | Marielle Thompson                                                           | Fanny Smith                                                                 | Zoe Chore                                                                   |
| 19.12.2021 | Innichen      | Sandra Näslund                                                              | Fanny Smith                                                                 | Brittany Phelan                                                             |
| 20.12.2021 | Innichen      | Sandra Näslund                                                              | Fanny Smith                                                                 | Marielle Thompson                                                           |
| 14.01.2022 | Nakiska       | Sandra Näslund                                                              | Fanny Smith                                                                 | Daniela Maier                                                               |
| 15.01.2022 | Nakiska       | Sandra Näslund                                                              | Marielle Thompson                                                           | Fanny Smith                                                                 |
| 22.01.2022 | Idre          | Sandra Näslund                                                              | Alexandra Edebo                                                             | Jade Grillet Aubert                                                         |
| 23.01.2022 | Idre          | Sandra Näslund                                                              | Jade Grillet Aubert                                                         | Katrin Ofner                                                                |
| 26.02.2022 | Sunny Valley  | Wettbewerbe aufgrund des russischen Überfalls auf die Ukraine 2022 abgesagt | Wettbewerbe aufgrund des russischen Überfalls auf die Ukraine 2022 abgesagt | Wettbewerbe aufgrund des russischen Überfalls auf die Ukraine 2022 abgesagt |
| 27.02.2022 | Sunny Valley  | Wettbewerbe aufgrund des russischen Überfalls auf die Ukraine 2022 abgesagt | Wettbewerbe aufgrund des russischen Überfalls auf die Ukraine 2022 abgesagt | Wettbewerbe aufgrund des russischen Überfalls auf die Ukraine 2022 abgesagt |
| 13.03.2022 | Reiteralm     | Sandra Näslund                                                              | Marielle Thompson                                                           | Brittany Phelan                                                             |
| 19.03.2022 | Veysonnaz     | Sandra Näslund                                                              | Marielle Thompson                                                           | Fanny Smith                                                                 |

#### Halfpipe
| Datum      | Ort              | 1. Platz  | 2. Platz        | 3. Platz        |
| ---------- | ---------------- | --------- | --------------- | --------------- |
| 10.12.2021 | Copper Mountain  | Eileen Gu | Rachael Karker  | Kelly Sildaru   |
| 30.12.2021 | Calgary          | Eileen Gu | Hanna Faulhaber | Rachael Karker  |
| 01.01.2022 | Calgary          | Eileen Gu | Rachael Karker  | Hanna Faulhaber |
| 08.01.2022 | Mammoth Mountain | Eileen Gu | Kelly Sildaru   | Brita Sigourney |

#### Slopestyle
| Datum      | Ort              | 1. Platz                                    | 2. Platz                                    | 3. Platz                                    |
| ---------- | ---------------- | ------------------------------------------- | ------------------------------------------- | ------------------------------------------- |
| 20.11.2021 | Stubai           | Kelly Sildaru                               | Sarah Höfflin                               | Johanne Killi                               |
| 08.01.2021 | Mammoth Mountain | Kelly Sildaru                               | Eileen Gu                                   | Maggie Voisin                               |
| 16.01.2022 | Font-Romeu       | Tess Ledeux                                 | Marin Hamill                                | Lara Wolf                                   |
| 05.03.2022 | Bakuriani        | Megan Oldham                                | Sarah Höfflin                               | Alia Delia Eichinger                        |
| 12.03.2022 | Tignes           | Wettbewerb aufgrund starken Windes abgesagt | Wettbewerb aufgrund starken Windes abgesagt | Wettbewerb aufgrund starken Windes abgesagt |
| 26.03.2022 | Silvaplana       | Kelly Sildaru                               | Tess Ledeux                                 | Johanne Killi                               |

#### Big Air
| Datum      | Ort               | 1. Platz    | 2. Platz      | 3. Platz      |
| ---------- | ----------------- | ----------- | ------------- | ------------- |
| 22.10.2021 | Chur              | Tess Ledeux | Sarah Höfflin | Elena Gaskell |
| 04.12.2021 | Steamboat Springs | Eileen Gu   | Tess Ledeux   | Johanne Killi |

## Mixed-Team

### Aerials
| Datum      | Ort       | 1. Platz                                                                   | 2. Platz                                                                   | 3. Platz                                                                   |
| ---------- | --------- | -------------------------------------------------------------------------- | -------------------------------------------------------------------------- | -------------------------------------------------------------------------- |
| 03.12.2021 | Ruka      | Volksrepublik ChinaXu Mengtao Jia Zongyang Qi Guangpu                      | RusslandLjubow Nikitina Stanislaw Nikitin Maxim Burow                      | UkraineAnastassija Nowossad Dmytro Kotowskyj Oleksandr Abramenko           |
| 11.12.2021 | Ruka      | Volksrepublik ChinaXu Mengtao Sun Jiaxu Qi Guangpu                         | Vereinigte StaatenWinter Vinecki Christopher Lillis Justin Schoenefeld     | UkraineAnastassija Nowossad Dmytro Kotowskyj Oleksandr Abramenko           |
| 27.02.2022 | Jaroslawl | Wettbewerb aufgrund des russischen Überfalls auf die Ukraine 2022 abgesagt | Wettbewerb aufgrund des russischen Überfalls auf die Ukraine 2022 abgesagt | Wettbewerb aufgrund des russischen Überfalls auf die Ukraine 2022 abgesagt |

### Skicross
| Datum      | Ort   | 1. Platz                              | 2. Platz                       | 3. Platz                                 |
| ---------- | ----- | ------------------------------------- | ------------------------------ | ---------------------------------------- |
| 15.12.2021 | Arosa | Schweden 1David Mobärg Sandra Näslund | Kanada 3Reece Howden Zoe Chore | Russland 1Sergei Ridsik Natalja Scherina |